# Ванд, Гюнтер
Гюнтер Ванд (нем. Günter Wand; 1912—2002) — немецкий дирижёр. Его основные достижения связаны с исполнением произведений Брукнера, Брамса, Бетховена и Шуберта.

## Биография
Учился в Кёльнской школе музыки у П Баумгартнера и В. Браунфельса, затем в Мюнхенской школе музыки у Ф. Дорфмюллера (фортепиано) и В. Курвуазье (композиция). Дирижированию некоторое время обучался у Франца фон Хёслина, но по большому счёту был самоучкой.
В 1939 стал штатным дирижёром в Кёльнской опере до временного прекращения спектаклей в 1944 г., когда здание театра сильно пострадало из-за бомбардировок союзников. Год проработал в оркестре «Моцартеум». В 1945 г., с возобновлением деятельности Кёльнской оперы, был назначен её генеральмузикдиректором. С 1946 до 1974 возглавлял Гюрцених-оркестр. С 1948 преподавал дирижирование. В это время Ванд уделял большое внимание музыке современных композиторов — О. Мессиана, Э. Вареза, Д. Лигети, Б. А. Циммермана и др.
Много гастролировал, выступал с разными оркестрами, среди которых Оркестр Парижской консерватории, Лондонский симфонический, Пражский симфонический, Национальный оркестр в Мадриде, Мюнхенский филармонический, Берлинский филармонический оркестр. В 1959 г. стал первым западногерманским дирижёром, приглашённым после Второй мировой войны в СССР.
В 1974 г. записал с оркестром Кёльнского радио Пятую симфонию Брукнера. Запись привлекла к себе большое внимание и получила очень высокую оценку, став первой в комплекте записей всех девяти симфоний Брукнера, осуществлённых Вандом с этим оркестром.
В 1982—1991 гг. руководил Симфоническим оркестром Северогерманского радио и в 1987 г. был назван почётным дирижёром этого коллектива. В 1989 г. дебютировал в США с Чикагским симфоническим оркестром.
На позднем этапе карьеры сократил свой репертуар и посвятил себя преимущественно Брукнеру, Бетховену, Брамсу и Шуберту. Его интерпретации отличались строгостью и верностью партитуре.